# Дифференциальные формы в электромагнетизме
Дифференциальные формы в электромагнетизме — одна из возможных математических формулировок классической электродинамики при помощи дифференциальных форм в четырёхмерном пространстве-времени.
Рассмотрим 2-форму Фарадея, соответствующую тензору электромагнитного поля:
{\displaystyle {\textbf {F}}={\frac {1}{2}}F_{ab}\,{\mathrm {d} }x^{a}\wedge {\mathrm {d} }x^{b}.}
Эта форма является формой кривизны тривиального главного расслоения со структурной группой U(1), с помощью которого могут быть описаны классическая электродинамика и калибровочная теория. 3-форма тока, дуальная к 4-вектору тока, имеет вид
{\displaystyle {\textbf {J}}=J^{a}\varepsilon _{abcd}\,{\mathrm {d} }x^{b}\wedge {\mathrm {d} }x^{c}\wedge {\mathrm {d} }x^{d}.}
В этих обозначениях уравнения Максвелла могут быть очень компактно записаны как
{\displaystyle \mathrm {d} \,{\textbf {F}}={\textbf {0}}},
{\displaystyle \mathrm {d} \,{*{\textbf {F}}}={*{\textbf {J}}}},
где {\displaystyle *} — оператор звезды Ходжа. Подобным образом может быть описана геометрия общей калибровочной теории.
2-форма {\displaystyle *\mathbf {F} } также называется 2-формой Максвелла.